# Monti Thiel
I Monti Thiel (in lingua inglese: Thiel Mountains) sono una catena montuosa isolata e per lo più coperta di neve che fa parte dei Monti Transantartici, situata nella Terra di Ellsworth, in Antartide.
La catena montuosa ha una lunghezza di 72 km ed è situata tra i Monti Horlick e i Monti Pensacola. Si estende dal Moulton Escarpment a ovest, fino al Nolan Pillar a est. Le cime più importanti includono Ford Massif (2,810 m), Bermel Escarpment e un gruppo di picchi orientali in prossimità del Nolan Pillar.
I monti furono osservati e mappati per la prima volta nel 1958-59 dal gruppo di attraversamento delle Horlick Mountains dell'United States Antarctic Program (USARP) e furono successivamente esplorati nel 1960-61 e nel 1961-62 dai gruppi di esplorazione dei Monti Thiel dell'United States Geological Survey (USGS).
La denominazione è stata assegnata dall'Advisory Committee on Antarctic Names (US-ACAN) in onore di Edward C. Thiel, sismologo che faceva parte del gruppo presente nel 1957 presso la Stazione Ellsworth e nei Monti Pensacola. Nel dicembre 1959 Thiel condusse osservazioni aeree lungo l'88 meridiano ovest, inclusa l'area di queste montagne. Thiel morì poi il 9 novembre 1961 assieme ad altre quattro persone a causa dello schianto dell'aereo Lockheed P2V Neptune avvenuto poco dopo il decollo dalla Stazione Wilkes.
Un deposito di carburante avio è situato (85°12′S 87°53′W) nei pressi dei Monti Thiel per gli aerei che volano tra l'Union Glacier Camp e la Base Amundsen-Scott.